# Santacara
Santacara település Spanyolországban, Navarra autonóm közösségben. Santacara Mélida, Murillo El Cuende, Pitillas, Ujué, Murillo El Fruto, Carcastillo és Bardenas Reales községekkel határos. Lakosainak száma 858 fő (2024).

## Népesség
A település népessége az elmúlt években az alábbi módon változott:
| Lakosok száma | 1051 | 1023 | 1005 | 956  | 928  | 895  | 895  | 874  | 865  | 858  |
|               | 2001 | 2004 | 2006 | 2009 | 2011 | 2014 | 2016 | 2019 | 2021 | 2024 |